# Hemerobius triangularis
Hemerobius triangularis là một loài côn trùng trong họ Hemerobiidae thuộc bộ Neuroptera. Loài này được McLachlan in Fedchenko miêu tả năm 1875.